# Okres Vídeňské Nové Město
Okres Vídeňské Nové Město je rakouský okres ve spolkové zemi Dolní Rakousy. Leží 50 km jižně od Vídně na pomezí Burgenlandu. Zaujímá část Vídeňského lesa, Steinfeldu a Bucklige Weltu.

## Správní členění
V okrese Vídeňské Nové Město jsou soudní okresy Wiener Neustadt, Kirchschlag in der Buckligen Welt a Gutenstein.
Okres se člení na 35 obcí, z toho jsou dvě města a 18 městysů:

### Obce

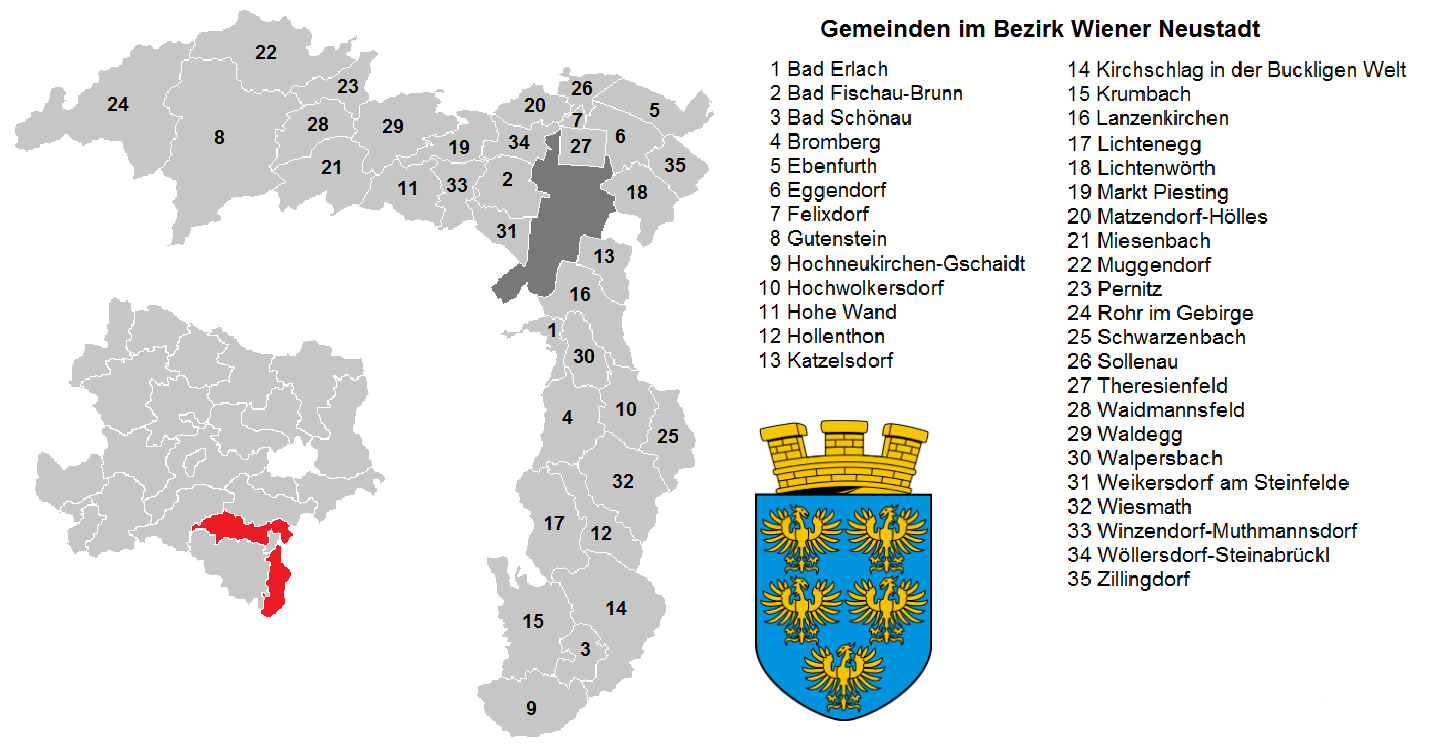
Obce v okrese Vídeňské Nové Město

### Města
| - Ebenfurth - Kirchschlag in der Buckligen Welt - Bad Erlach - Bad Fischau-Brunn - Bromberg - Felixdorf - Gutenstein - Hochneukirchen-Gschaidt - Krumbach - Lanzenkirchen - Lichtenwörth - Markt Piesting - Schwarzenbach - Sollenau - Theresienfeld - Waldegg - Wiesmath - Winzendorf-Muthmannsdorf - Wöllersdorf-Steinabrückl - Zillingdorf | - Bad Schönau - Eggendorf - Hochwolkersdorf - Hohe Wand - Hollenthon - Katzelsdorf an der Leitha - Lichtenegg - Matzendorf-Hölles - Miesenbach - Muggendorf - Pernitz - Rohr im Gebirge - Waidmannsfeld - Walpersbach - Weikersdorf am Steinfelde |